# Tête de cheval blanc
Tête de cheval blanc est un tableau à l'huile sur toile du peintre français Théodore Géricault, daté de 1815, et conservé au musée du Louvre. Ce portrait montre une tête de cheval claire au regard profond, surgissant d'un fond sombre.

## Réalisation
Géricault réalise ce tableau en 1814, avant son voyage en Italie. Il en marque en effet le châssis d'un numéro à l'encre, dans le cadre d'un catalogage et d'un marquage de ses études qu'il confie à son père. Le tableau est réalisé peu de temps avant sa mort. Il le considère comme un autoportrait, ce tableau ayant la particularité d'avoir été réalisé « sans confrontation avec un cheval vivant », à partir d'une gravure peu connue de Carle Vernet.

## Description
C'est un tableau figuratif, représentant une tête de cheval blanc traitée comme un portrait. Anatole France note que le traitement de l'ensemble donne au tableau une dimension fantastique, la tête du cheval, pâle avec des ombres marquées et une arête du nez apparente, semblant surgir du fond sombre. Anne Woolett souligne que l'ensemble est traité comme un portrait d'artiste, sans décors et avec un fond dépouillé.
Chez le cheval, les yeux sont tournés vers le côté comme chez beaucoup d'oiseaux. Mais sur la peinture, l’œil gauche est tourné vers l'avant ce qui la rapproche d'un portrait .
Il fait partie des œuvres équestres de Géricault, dont le cheval a constitué le sujet artistique majeur.
Les dimensions sont de 65 cm de hauteur pour 54 cm de largeur.

## Parcours du tableau
Le tableau est donné au musée du Louvre en 1889 ; d'après le site du musée du Louvre, il s'agit d'un don de M. et Mme Jules Jullienne-Montini, effectué en mémoire de leur fils Paul.
Ce tableau est habituellement exposé dans l'espace Sully, au 2e étage, en salle 941.

## Réception
Il s'agit d'un des plus célèbres tableaux de Gericault, notamment en raison de sa « ressemblance troublante » avec un portrait d'être humain. Le fils du peintre George-Hippolyte Géricault l'aime particulièrement, y retrouvant une image de son père, qu'il n'a jamais connu. Andrée Chedid note dans son roman intitulé Dans le soleil du père : Géricault (1992) que « L'âme de Gericault hante l’œil droit de ce cheval et son regard lointain ; ce regard planté dans l'ailleurs, dans l'absence, dans la mort prochaine ». Jean Rochefort témoigne également de son admiration pour cette œuvre.
En 2016, Olivier Supiot réalise un roman graphique mettant en vedette ce tableau, qui prend vie dans les galeries du musée du Louvre : Le cheval qui ne voulait pas être une œuvre d'art.